# Шевчук, Екатерина Ивановна
Екатерина Ивановна Шевчук (13 января 1938 — 10 октября 2002) — передовик советской пищевой промышленности, пекарь-мастер Днепропетровского хлебокомбината № 2 Министерства хлебопродуктов Украинской ССР Днепропетровской области, Герой Социалистического Труда (1986).

## Биография
Родилась 13 января 1938 года в селе Ворскла (ныне — Яковлевского района Белгородской области) в русской семье.
Завершила обучение в средней школе, а затем в 1955 году окончила школу фабрично-заводского обучения. Начала трудиться подручной на хлебозаводе.
Окончила обучение в Одесском техникуме пищевой промышленности, при этом продолжала работать. С августа 1962 года — пекарь-мастер. Являлась одним из лучших мастеров.
Указом Президиума Верховного Совета СССР от 13 августа 1986 года за получение высоких показателей в пищевой промышленности, внедрение новых технологий при выпечке хлебобулочных продуктов Екатерине Ивановне Шевчук было присвоено звание Героя Социалистического Труда с вручением ордена Ленина и золотой медали «Серп и Молот».
Продолжала трудиться на хлебокомбинате. Была членом исполкома Днепропетровского областного Совета депутатов.
Проживала в городе Днепропетровске. Умерла 10 октября 2002 года, похоронена на Запорожском кладбище.

## Награды
За трудовые успехи была удостоена:
- золотая звезда «Серп и Молот» (13.03.1986)
- два ордена Ленина (19.02.1974, 13.03.1986)
- Орден Октябрьской Революции (17.03.1981)
- Орден Трудового Красного Знамени (26.04.1971)
- другие медали.